# Jyväskylän Kenttäurheilijat

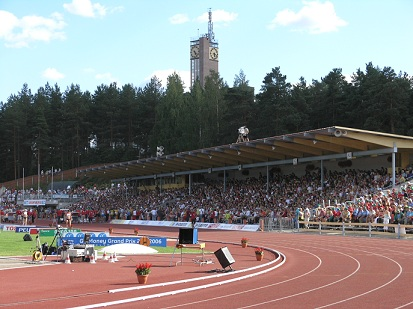
Harju stadion

Jyväskylän Kenttäurheilijat (JKU) är en finländsk friidrottsklubb från Jyväskylä, bildad 1938. Det är en av de största friidrottsklubbarna i Finland med mer än 1 000 licensierade idrottare. Klubben har vunnit Kalevapokalen vid Kalevaspelen sju gånger: 2014, 2015, 2017, 2018, 2019, 2020 och 2022. Klubbens ordförande är Pasi Valoranta.

## Finska mästare
Följande idrottare som representerat Jyväskylän Kenttäurheilijat har tagit guld vid Kalevaspelen:
- Kalevi Huttunen (100 m 1946, 1948)
- Toivo Hyytiäinen (spjut 1950, 1951, 1953, 1954)
- Reijo Höykinpuro (5 000 m 1960, 1962, 10 000 m 1962)
- Markus Kahma (tiokamp 1964)
- Kalevi Ihaksi (maraton 1966, 1967)
- Erik Gustafsson (100 m 1967)
- Matti Tuura (1 500 m 1968)
- Pentti Rummakko (maraton 1968, 1969, 1971)
- Reino Paukkonen (maraton 1972, 1973)
- Ritva Valkeinen (100 m häck 1984)
- Harri Kivelä (100 m 1995, 1997, 200 m 1998)
- Johanna Manninen (100 m 2007)
- Petteri Monni (400 m häck 2010, 2011, 2013, 2016)
- Osku Torro (höjdhopp 2010, 2012)
- Sami Itani (tiokamp 2011, 2012)
- Miika Takala (maraton 2013)
- Emmi Mäkinen (längdhopp 2014)
- Hanna-Maari Latvala (100 m: 2012, 2013, 2014, 2015, 2017; 200 m: 2012, 2013, 2014, 2015, 2017, 2019)
- Elmo Lakka (110 m häck 2015, 2016, 2017, 2018, 2019, 2020, 2021, 2022)
- Jaakko Nieminen (maraton 2015, 2017, 2018, 2019, 2020)
- Nooralotta Neziri (100 m häck 2018)
- Viljami Kaasalainen (100 m 2020, 400 m 2022)
- Anniina Kortetmaa (100 m 2022, 200 m 2020, 2022)
- Eemil Helander (3 000 meter hinder 2021, 5 000 m 2021)

Källor: